# 大空天国
大空天国（おおぞらてんごく、The Firmament Heaven）は、2014年7月18日にさがみ湖リゾート プレジャーフォレストに開業した絶叫マシン。
キャッチフレーズは「怖いけど…気持ちいい！未曾有の爽快・絶叫体験」「青い絶叫。」

## 概要
長さ20mのアームの先に1列8人、背中合わせで16人乗りの座席が付いた2機のブランコが交互にスイングする。体を固定するのはシートベルトと腹部のバーのみで、座席は高く設計されているため乗車中は足がぶら下がった状態になる。このタイプのアトラクションは日本初登場であると共に、ファミリー系アトラクションの多いプレジャーフォレストでは初となる本格的な絶叫マシンである。
スタッフのカウントダウンと「大空〜、天国〜！」という掛け声でスタート。ブランコは最終的に高さ25mに達し、最高速度80km/hでスイングする。最高点に達した時の角度は115度になる。
アトラクションは観覧車のある丘の上の断崖絶壁に設置されており、乗車中は崖から振り落とされそうな感覚を味わえる。

## その他
- 富士急行は今後、絶叫マシンの設置を富士急ハイランドからプレジャーフォレストにシフトすると発表している。理由としては設置できる場所が限られてきた事や、富士山の世界遺産登録による影響などが挙げられる。その第一弾となったアトラクションである。
- 元々は富士急ハイランドに設置される予定だったが、トンデミーナなどの類似したアトラクションが存在するため、プレジャーフォレストに設置されたという経緯がある。
- 出発のカウントダウンの前に、以下のようなスタッフによるコミカルなアナウンスが入る。
  - 向こうの山まで飛んでいく人、続出です。皆さん、気を付けてね。
  - 日頃溜まってるもの、吐き出して下さい。鼻水は、出さないでね。
  - 相模湖の豊かな景色をお楽しみ下さい。そんな余裕、無いけどね。
- 富士急ハイランドと共同で、富士急のフリーパスを当日中にプレジャーフォレストに持っていくと、入園とリフト往復、大空天国の利用が可能というキャンペーンが2014年11月末まで実施されていた。

## スペック
- アームの長さ：20m
- 最高到達点：25m
- 最高速度：80km/h
- 最大振幅：230度（片側115度）
- 最大加速度：約4G
- 乗車時間：約60秒
- 乗車定員：最大32名（16人×2機）
- 総工費：約10億円
- 料金：900円(2019年7月12日までは800円)
- 乗車規定：身長130cm以上、年齢61歳未満
- 製造メーカー：S&S Worldwide, Inc.（三精テクノロジーズの子会社）